# Igantzi
Igantzi là một đô thị trong tỉnh và cộng đồng tự trị Navarre, Tây Ban Nha. Đô thị này có dân số là 597 người. Đô thị nằm ở độ cao 209 m trên mực nước biển, cách tỉnh lỵ 70,4 km. Igantzi nằm trong khu vực cả tiếng Tây Ban Nha và tiếng Basque đều là ngôn ngữ chính thức.

## Hành chính
| 2007-     | Iñaki Goienetxe          | EAJ-PNV |
| 2003-2007 | Jesús María Begino Garro |         |
| 1999-2003 |                          |         |
| 1995-1999 |                          |         |

## Biến động dân số
| Biến động dân số                                      | Biến động dân số | Biến động dân số | Biến động dân số | Biến động dân số | Biến động dân số | Biến động dân số | Biến động dân số | Biến động dân số | Biến động dân số | Biến động dân số |
| 1996                                                  | 1998             | 1999             | 2000             | 2001             | 2002             | 2003             | 2004             | 2005             | 2006             | 2007             |
| ----------------------------------------------------- | ---------------- | ---------------- | ---------------- | ---------------- | ---------------- | ---------------- | ---------------- | ---------------- | ---------------- | ---------------- |
| 595                                                   | 587              | 593              | 588              | 598              | 604              | 604              | 615              | 617              | 607              | 606              |
| Nguồn: Igantzi et instituto de estadística de navarra |                  |                  |                  |                  |                  |                  |                  |                  |                  |                  |

==Tham khảo==